# 拉氏擬鮋
拉氏擬鮋（学名：Scorpaenopsis ramaraoi）为輻鰭魚綱鮋形目鮋亞目鮋科擬鮋屬下的一个种。俗名雷氏石狗公、石獅子、虎魚、石崇、石狗公、沙薑虎、石降、過溝仔、臭頭格仔，為熱帶海水魚，分布於印度西太平洋巴基斯坦、斯里蘭卡至巴布亞紐幾內亞海域，棲息深度1-60公尺，體長可達20.8公分，棲息在沙泥底質底層水域，生活習性不明。